# Lawfare (blog)
|  | No s'ha de confondre amb Guerra judicial. |

Lawfare («guerra jurídica» en anglès) és un blog dedicat a temes de seguretat nacional, publicat per l'«Institut Lawfare» en col·laboració amb la Institució Brookings. El van iniciar el 2010 per Benjamin Wittes (autor i exredactor editorial del The Washington Post), el professor de l'Escola de Dret Harvard, Jack Goldsmith, i el professor de dret de la Universitat de Texas a Austin, Robert M. Chesney. Goldsmith va ser el cap de l'Oficina d'Assessoria Jurídica del Departamt de Justícia durant la presidència de George W. Bush, i Chesney va servir en un grup de treball de política de detenció durant la presidència de Barack Obama. Entre els escriptors d'aquest blog hi ha un gran nombre de professors de dret, estudiants de dret i funcionaris de Bush i Obama.
David Ignatius va descriure Lawfare com «un dels cronistes més justos dels temes de seguretat nacional». Segons David W. Drezner, professor de política internacional de la Universitat Tufts, Lawfare és un exemple d'intel·lectuals de fora que exerceixen una influència real en els assumptes de la seguretat nacional de l'era Trump.

## Controvèrsies de Donald Trump

### Ordre Executiva 13769
El blog va arribar a la prominència el gener de 2017 quan el president Donald Trump va escriure a Twitter «LAWFARE» i va citar una línia d'una de les seves publicacions de blog per criticar el raonament de la decisió del Tribunal d'Apel·lacions que va bloquejar la primera prohibició de refugi i viatges de Trump. Wittes, redactor cap de Lawfare, i que donada suport a la sentència del tribunal, va criticar durament a Trump pel tuit, ja que considerava que va distorsionar l'argument presentat en l'article. Trump va publicar la línia minuts després que la publicació del blog fos citat al programa de televisió Morning Joe. Wittes va dir que era preocupant que Trump cités la línia sense saber qui n'era l'autor o què era la publicació, i que ningú a la Casa Blanca no examinés el tuit.

### Acomiadament de James Comey
El 18 de maig de 2017, Wittes va ser la font principal d'un extens informe del The New York Times sobre les interaccions del president Trump amb el director del FBI, James Comey, i com aquestes interaccions es relacionen amb el posterior acomiadament de Comey. Wittes també va proporcionar una entrevista de 25 minuts a PBS NewsHour sobre el mateix tema. Comey es va disgustar amb els intents de Trump de ser afable amb Comey i d'indicar públicament una relació propera i comprometre a Comey amb gestos com ara abraçar-lo, perquè Comey va veure-ho com intents calculats de comprometre'l agitant els demòcrates. Comey també va trobar que la gent de l'administració de Trump «no era honorable». Wittes va elaborar sobre això en una publicació en el blog de Lawfare.

### Revelació d'informació classificada per part de Trump
En una columna molt llegida, diversos contribuïdors de Lawfare van argumentar que la revelació de Trump sbore la  intel·ligència secreta a Rússia «és potser la més greu acusació de mala conducta presidencial en els quatre mesos d'escàndols de l'administració Trump». La columna va dir que les accions reportades de Trump «poden molt bé ser una violació del jurament d'ofici del president de l'oficina».